# Liste der Biografien/Fischer, P
Liste der Biografien |
Portal Biografien |
P Personensuche
# |
A |
B |
C |
D |
E |
F |
G |
H |
I |
J |
K |
L |
M |
N |
O |
P |
Q |
R |
S |
T |
U |
V |
W |
X |
Y |
Z |
?
 
Fa |
Fe |
Ff |
Fh |
Fi |
Fj |
Fk |
Fl |
Fm |
Fn |
Fo |
Fr |
Ft |
Fu |
Fy
 
Fia |
Fib |
Fic |
Fid |
Fie |
Fif |
Fig |
Fih |
Fii |
Fij |
Fik |
Fil |
Fim |
Fin |
Fio |
Fip |
Fiq |
Fir |
Fis |
Fit |
Fiu |
Fiv |
Fix |
Fiz
 
Fisa |
Fisb |
Fisc |
Fise |
Fish |
Fisi |
Fisk |
Fisl |
Fism |
Fiso |
Fisq |
Fiss |
Fist |
Fisu |
Fisz
 
Fisce |
Fisch |
Fiscu
 
Fischa |
Fischb |
Fischd |
Fische |
Fischg |
Fischh |
Fischi |
Fischl |
Fischm |
Fischn |
Fischo |
Fischt
 
Fisched |
Fischel |
Fischen |
Fischer |
Fischet
 
Fischer, A |
Fischer, B |
Fischer, C |
Fischer, D |
Fischer, E |
Fischer, F |
Fischer, G |
Fischer, H |
Fischer, I |
Fischer, J |
Fischer, K |
Fischer, L |
Fischer, M |
Fischer, N |
Fischer, O |
Fischer, P |
Fischer, R |
Fischer, S |
Fischer, T |
Fischer, U |
Fischer, V |
Fischer, W |
Fischer, X |
Fischer, Y |
Fischer, Z |
Fischera |
Fischerk |
Fischerm |
Fischern |
Fischero
Die Liste der Biografien führt alle Personen auf, die in der deutschsprachigen Wikipedia einen Artikel haben. Dieses ist eine Teilliste mit 46 Einträgen von Personen, deren Namen mit den Buchstaben „Fischer, P“ beginnt.

## Fischer, P

### Fischer, Pa
- Fischer, Pascal (* 1999), österreichischer Fußballspieler
- Fischer, Patrick, Schweizer Maschineningenieur und Politiker (Auto-Partei und FDP)
- Fischer, Patrick (* 1975), Schweizer Eishockeyspieler und -trainerPatrick Fischer (* 1975)

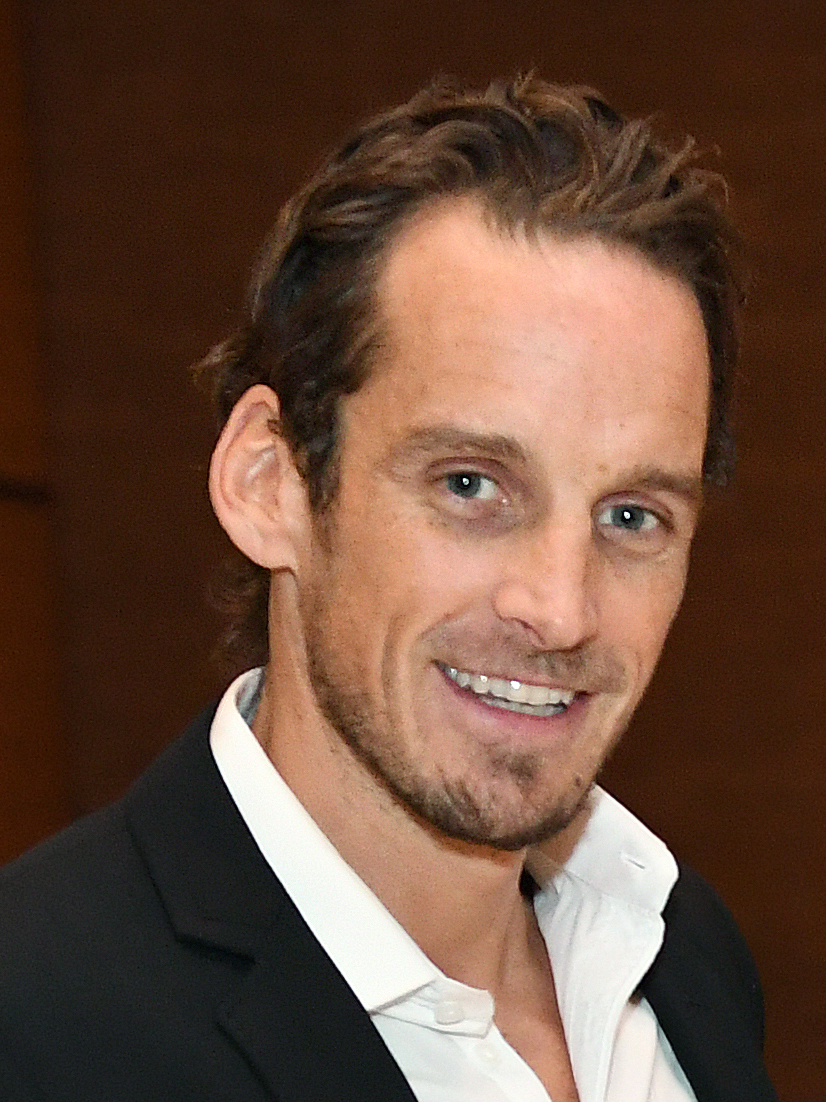
Patrick Fischer (* 1975)

- Fischer, Paul, deutscher Fußballspieler
- Fischer, Paul, deutscher Orgelbauer in Rügenwalde in Pommern
- Fischer, Paul (1786–1875), deutscher Miniatur- und Porträtmaler
- Fischer, Paul (1834–1894), deutscher Musikdirektor und Kantor
- Fischer, Paul (1854–1937), Theologe, Literaturwissenschaftler und Schriftsteller
- Fischer, Paul (* 1859), deutscher Politiker (DNVP)
- Fischer, Paul (1863–1920), deutscher Richter und Politiker, MdL
- Fischer, Paul (1872–1947), württembergischer Fotograf und Immobilienmakler, sowie Tübinger Gemeinderat
- Fischer, Paul (* 1881), deutscher Leichtathlet und Kunstturner
- Fischer, Paul (1882–1942), deutscher Fußballspieler
- Fischer, Paul (1894–1979), deutscher Kommunal- und Landespolitiker (SPD, USPD, KPD, KPO), MdL
- Fischer, Paul (1898–2003), französischer Zoologe
- Fischer, Paul David (1836–1920), deutscher Verwaltungsjurist
- Fischer, Paul Gustav (1860–1934), dänischer Maler
- Fischer, Paul Henri (1835–1893), französischer Malakologe
- Fischer, Paul Luca (* 1997), deutscher Radiomoderator und Webvideoproduzent
- Fischer, Pavel (* 1965), tschechischer Diplomat

### Fischer, Pe
- Fischer, Peer (* 1972), deutscher Physiker
- Fischer, Per (1923–1999), deutscher Diplomat
- Fischer, Peter (1883–1936), preußischer Landrat und Regierungsvizepräsident
- Fischer, Peter (1925–2004), deutscher Oboist
- Fischer, Peter (* 1930), deutscher Fußballspieler
- Fischer, Peter (1937–2022), deutscher Philatelist, Autor, Juror und Fachjournalist
- Fischer, Peter (1939–2025), österreichischer Rechtswissenschaftler
- Fischer, Peter (* 1939), deutscher Journalist
- Fischer, Peter (1941–2019), deutscher Politiker (SPD), MdL
- Fischer, Peter (1943–2012), deutscher Journalist und Schriftsteller, Opfer der Diktatur in der DDR
- Fischer, Peter (1943–1996), deutscher Museologe, Ethnograph und Heimatforscher
- Fischer, Peter (* 1954), deutscher Skirennläufer
- Fischer, Peter (* 1956), deutscher Sportfunktionär und UnternehmerPeter Fischer (* 1956)

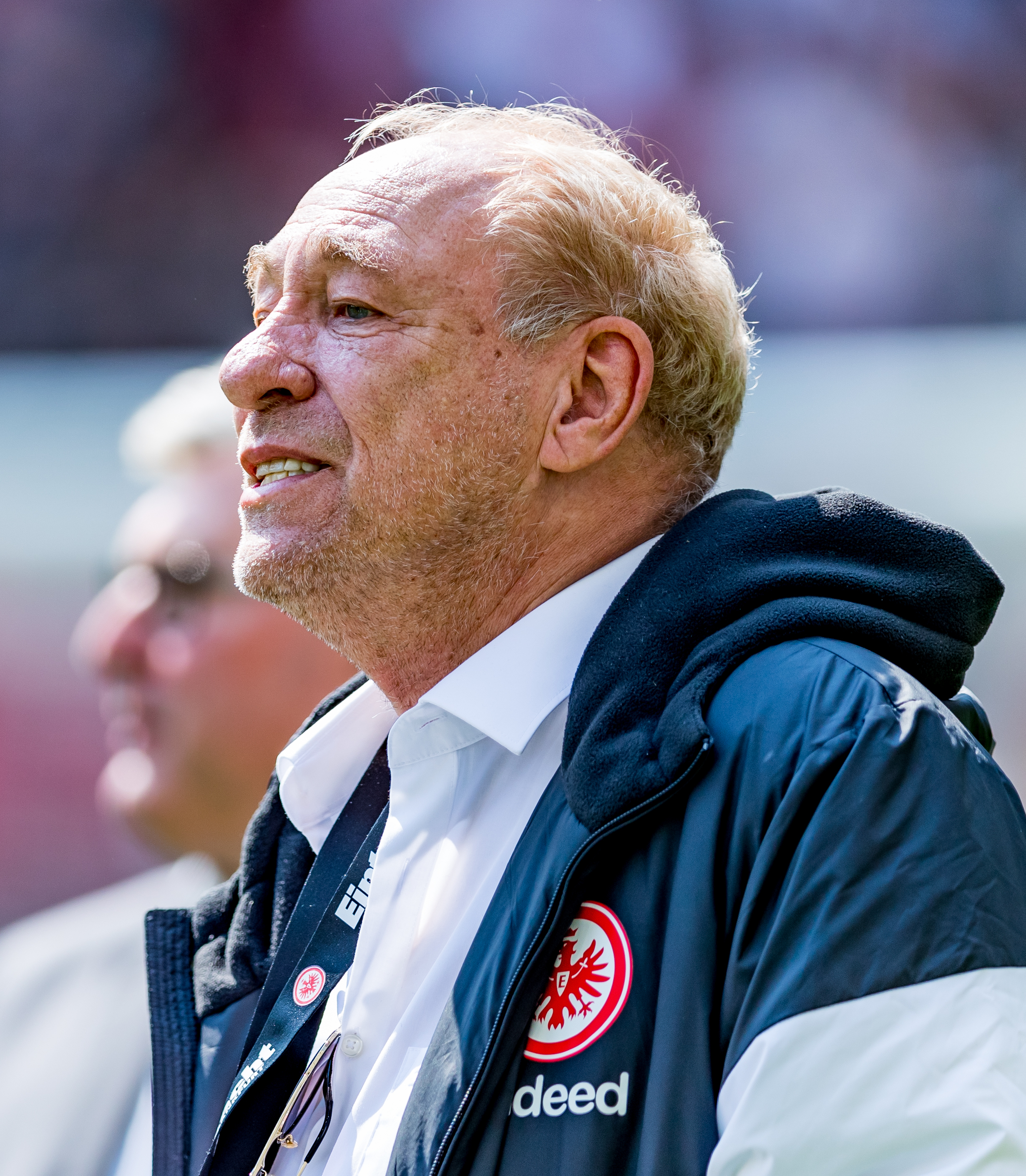
Peter Fischer (* 1956)

- Fischer, Peter (* 1966), deutscher E-Gitarrist, Autor, Produzent, Komponist
- Fischer, Peter-Michael (* 1936), deutscher Ingenieur und Musikwissenschaftler

### Fischer, Ph
- Fischer, Philine (1919–2001), deutsche Opernsängerin (Sopran)
- Fischer, Philip (1817–1907), dänischer Maler, Malermeister und Firnisfabrikant
- Fischer, Philipp, deutscher Meeresbiologe und Hochschullehrer
- Fischer, Philipp (1744–1800), deutscher Mediziner, Leibarzt des Kurfürsten von Bayern
- Fischer, Philipp (1846–1927), deutscher Ingenieur, Metallurg und Eisenhüttenmann
- Fischer, Philipp Moritz (1812–1890), deutscher Orgelbauer und Musikinstrumentenmacher

### Fischer, Pi
- Fischer, Pierre (* 1995), deutscher Politiker (CDU)
- Fischer, Pit (1937–2010), deutscher Bühnenbildner
- Fischer, Pius (1902–1983), deutscher römisch-katholischer Ordensbruder und Kunsthistoriker
- Fischer, Pius (* 1948), deutscher Diplomat
- Fischer, Pius (* 1953), liechtensteinischer Fussballtrainer